# Xcos
Xcos, développé par Scilab Enterprises, est l’outil de modélisation mathématique graphique et de simulation de systèmes dynamiques hybrides distribué avec Scilab.
Éditeur graphique, Xcos permet de construire des modèles de systèmes dynamiques hybrides. Les modèles peuvent être assemblés, chargés, sauvegardés, compilés et simulés. 
Solution performante et conviviale particulièrement adaptée aux besoins industriels et universitaires, Xcos offre des fonctionnalités de modélisation des systèmes mécaniques (automobile, aéronautique...), des circuits hydrauliques (barrages...), et de contrôle de systèmes, etc.
Plusieurs modules externes existent pour ajouter des fonctionnalités à l’outil Xcos dans des domaines variés.
Xcos est distribué librement (sous licence CeCILL - compatible GPL) et gratuitement avec Scilab.

## Principales fonctionnalités

### Palettes standards et blocs
- Traitement du signal
- Blocs thermo-hydrauliques
- Opérations mathématiques
- Blocs systèmes continus et discrets
- Électricité
- Blocs définis par l'utilisateur
- Annotations : text, LaTeX/MathML

### Modélisation et édition
- Sélection de blocs depuis des palettes existantes
- Palettes utilisateurs
- Gestion de super-blocs

(Sous-diagrammes inclus dans un super-bloc simple permettant de réutiliser et simplifier des modèles)
- Utilisation de sous-systèmes paramétrables
- Création de sous-systèmes en exécution conditionnelle
- Accès à tous les types de données de Scilab pour le traitement du signal

### Personnalisation de modèles
- Algorithmes Scilab et intégration de code écrit à la main
- Définition des paramètres de simulation
- Adaptation des paramètres des signaux et des blocs
- Blocs utilisateurs permettant d'appeler des algorithmes Scilab et Modelica

### Simulation
- Solveurs
- Analyse et visualisation de résultats
- Génération de code C pour de meilleures performances
- Compilateur Modelica intégré
- Accès à toutes les fonctionnalités d’analyse et de visualisation de données de Scilab
- Simulation Batch

### Logiciel similaire
Simulink, Scicos